# Air New Zealand
Air New Zealand — крупнейший авиаперевозчик Новой Зеландии, является национальной авиакомпанией страны. Штаб-квартира компании располагается в Окленде, Новая Зеландия, а базовым аэропортом из которого осуществляются основные операции является Аэропорт Окленда. Авиакомпания осуществляет регулярные полёты между 20 пунктами внутри Новой Зеландии и 31 пунктами за пределами страны, которые располагаются в 19 странах в Азии, Европе, Северной Америке и Океании.
Air New Zealand была образована в 1940 году как авиакомпания Tasman Empire Airways Limited (TEAL), выполнявшая транс-тасманские рейсы между Новой Зеландией и Австралией. В 1965 году TEAL перешла в полную собственность правительства Новой Зеландии, после чего была переименована в Air New Zealand. Авиакомпания обслуживала международные маршруты до 1978 года, когда правительство объединило её и национальную корпорацию New Zealand National Airways Corporation (NAC) в единую авиакомпанию под названием Air New Zealand. Air New Zealand была приватизирована в 1989 году, но в 2001 году была возвращена в собственность государства после почти полного банкротства из-за неудачного слияния с австралийским перевозчиком Ansett Australia.
Маршрутная сеть Air New Zealand сосредоточена в Австралазии и южной части Тихого океана, а дальнемагистральные рейсы выполняются в Восточную Азию, Америку и Великобританию. Это была последняя авиакомпания, которая совершала кругосветное путешествие с рейсами в Хитроу как через Лос-Анджелес, так и через Гонконг. Полеты прекратились в марте 2013 года, когда Air New Zealand прекратила рейсы Гонконг — Лондон в пользу код-шерингового соглашения с Cathay Pacific. Основным хабом авиакомпании является аэропорт Окленда, расположенный недалеко от Мангере в южной части городской зоны Окленда. Штаб-квартира Air New Zealand находится в здании под названием «The Hub», расположенном в 20 км от аэропорта Окленда, в квартале Вайньярд в Окленде.
В настоящее время Air New Zealand эксплуатирует парк реактивных самолётов Airbus A320, Airbus A320neo, Boeing 777 и Boeing 787 Dreamliner, а также региональный парк турбовинтовых самолётов ATR 72 и Bombardier Q300.

## История
Air New Zealand была основана в 1939 году под названием Tasman Empire Airways Limited в соответствии с международным соглашением между Новой Зеландией, Австралией и Великобританией. Её первоначальными акционерами были правительство Новой Зеландии, Union Airways of New Zealand, Qantas и British Overseas Airways Corporation. Она была создана для осуществления транс-тасманских маршрутов и перевозки пассажиров, грузов и почты между Австралией и Новой Зеландией. Учрежденная 26 апреля 1940 года, она начала свою деятельность четыре дня спустя, 30 апреля. Первый рейс, выполненный на летающей лодке Short S.30 Empire, соединил Окленд и Сидней.
После Второй мировой войны TEAL выполняла еженедельные рейсы из Окленда в Сидней, а также добавила к своим маршрутам Веллингтон и Фиджи. В 1953 году правительства Новой Зеландии и Австралии приобрели по 50 % акций TEAL, и к 1960 году авиакомпания прекратила эксплуатацию летающих лодок в пользу наземных турбовинтовых авиалайнеров. 1 апреля 1965 года TEAL стала авиакомпанией Air New Zealand — правительство Новой Зеландии выкупило 50 % акций авиакомпании у Австралии.
С увеличением дальности полета самолётов Douglas DC-8 — первых реактивных самолётов авиакомпании, Air New Zealand начала выполнять транстихоокеанские рейсы в США и Азию, в 1965 году добавив в список пунктов назначения Лос-Анджелес и Гонолулу. В 1973 году авиакомпания приобрела широкофюзеляжные лайнеры McDonnell Douglas DC-10. На самолётах DC-10 был представлен новый логотип авиакомпании, вдохновленный кору, который сохранился до сих пор.
В 1978 году внутренняя авиакомпания National Airways Corporation (NAC) и её дочерняя компания Safe Air были объединены с Air New Zealand в единую национальную авиакомпанию, что привело к дальнейшему расширению деятельности перевозчика. В результате самолёты Boeing 737 и Fokker F27 компании NAC вошли в парк Air New Zealand наряду с лайнерами DC-8 и DC-10. В результате слияния авиакомпания также получила два обозначения IATA: TE от Air New Zealand и NZ от NAC. TE продолжало использоваться для международных рейсов, а NZ — для внутренних до 1990 года, когда международные рейсы перешли на код NZ.
В 1981 году Air New Zealand представила свой первый авиалайнер Boeing 747, а годом позже начала выполнять рейсы в Лондон через Лос-Анджелес. Все пять самолётов 747-200, принадлежавших Air New Zealand, были названы в честь каноэ предков маори. В 1985 году появились лайнеры Boeing 767-200ER, которые заполнили большой промежуток между Boeing 737 и 747, поскольку DC-8 и DC-10 были сняты с производства к 1983 году. В 1989 году авиакомпания была приватизирована путем продажи консорциуму во главе с Brierley Investments, а оставшиеся доли принадлежали Qantas, Japan Airlines, American Airlines и правительству Новой Зеландии. В 1990 году рынок воздушных перевозок Новой Зеландии подвергся дерегулированию, что побудило Air New Zealand приобрести 50 % акций Ansett Transport Industries в 1995 году.
Компания претерпела приватизацию в 1989 году, однако была вновь выкуплена правительством Новой Зеландии в 2001 году, после заключения контракта с обанкротившейся австралийской авиакомпанией Ansett Australia. С марта 1999 года авиакомпания является членом ассоциации Star Alliance.
Air New Zealand в настоящий момент располагает флотом современных авиалайнеров, среди которых имеются самолёты Boeing 767-300ER, 777-200ER, 777-300ER, 787-9 Dreamliner и Airbus A320-200, которые используются на международных линиях средней и большой протяжённости. Кроме того на внутренних линиях используются самолёты Airbus A320-200 и Boeing 737-300. Air New Zealand владеет рядом небольших дочерних компаний, таких как Air Nelson, Eagle Airways, Mount Cook Airline и Zeal320, которые работают под единым брендом Air New Zealand Link и обслуживают второстепенные внутренние линии небольшой протяжённости, а также совершают полёты в Австралию. В 2009 году авиакомпания, согласно исследованию проведённому ассоциацией Skytrax заняла 8-е место в списке лучших авиакомпаний мира. В соответствии со статистическими данными в 2008 году компания перевезла 11.7 миллионов пассажиров.
В 2001—2003 годы Air New Zealand принимала участие в рекламной кампании кинотрилогии Питера Джексона «Властелин Колец», снятой в Новой Зеландии, а в 2012—2014 годы — в рекламе её приквела, кинотрилогии «Хоббит». На самолёты наносилась аэрография с изображением персонажей фильмов. Были сняты рекламные ролики в стиле «Властелина Колец», причём в съёмках принимали участие сам Джексон и некоторые из его актёров.
В 2015 году авиакомпания представила первую в мире полностью автоматизированную систему сдачи багажа в аэропортах.

## Флот
В августе 2021 года флот Air New Zealand состоял из 105 самолётов, средний возраст которых 9,2 лет:
Все эксплуатируемые Air New Zealand типы самолётов

## Происшествия
28 ноября 1979 года реактивный авиалайнер McDonnell Douglas DC-10, принадлежавший Air New Zeland, потерпел крушение при столкновении с горой Эребус в Антарктиде. Лайнер выполнял экскурсионный полет с нарушением ранее составленного плана.